# 阿南市立阿南中学校
阿南市立阿南中学校（あなんしりつ あなんちゅうがっこう）は、徳島県阿南市見能林町にある公立中学校。

## 基礎データ
全校生徒数
- 614人（平成26年度）[1]

最寄駅
- JR牟岐線見能林駅

最寄バス停
- 徳島バス・徳島バス阿南見能林駅前バス停

通学区域
- 阿南市
  - 大潟町、学原町、黒津地町、才見町、西路見町、住吉町、辰巳町、津乃峰町、出来町、富岡町、豊益町、中林町、七見町、原ヶ崎町、畭町、日開野町、福村町、見能林町、向原町、領家町

## 沿革
- 1967年（昭和42年）4月1日 - 阿南市立富岡中学校と阿南市立見能林中学校を閉校統合して阿南中学校を新設。
- 1989年（平成元年） - 学校保健調査統計優秀につき文部大臣表彰。
- 2014年（平成26年）8月1日 - 新校舎に移転。

## 校訓
- 自律
- 敬愛
- 創造

## 部活動
- 書道部[2]
- 美術部[3]
- 箏曲部[4]

## 校区内の小学校
- 阿南市立富岡小学校
- 阿南市立見能林小学校
- 阿南市立津乃峰小学校

### かつて校区内にあった小学校
- 阿南市立見能林小学校大潟分校
- 阿南市立見能林小学校津乃峰分校
- 阿南市立見能林小学校中林分校

## 校区が隣接する学校
- 阿南市立那賀川中学校
- 阿南市立阿南第一中学校
- 阿南市立阿南第二中学校

## 著名な出身者
- 大杉漣 - 旧富岡中学校出身
- 表原立磨 - 阿南市長
- 杉本裕太郎 - プロ野球選手